# Pridjel Gornji
Pridjel Gornji (en serbe cyrillique : Придјел Горњи) est un village de Bosnie-Herzégovine. Il est situé sur le territoire de la ville de Doboj et dans la république serbe de Bosnie. Selon les premiers résultats du recensement bosnien de 2013, il compte 950 habitants.
Avant 1991, le village était rattaché à la localité de Pridjel ; depuis 1991, il est recensé comme une entité administrative à part entière.

## Géographie
Le village est situé sur la rive droite de la Bosna, un affluent droit de la Save.

## Démographie

### Évolution historique de la population dans la localité
| 1948 | 1953 | 1961 | 1971 | 1981 | 1991  | 2013 |
| ---- | ---- | ---- | ---- | ---- | ----- | ---- |
| -    | -    | -    | -    | -    | 1 247 | 950  |

|  |